# Leopold von Morgenstern

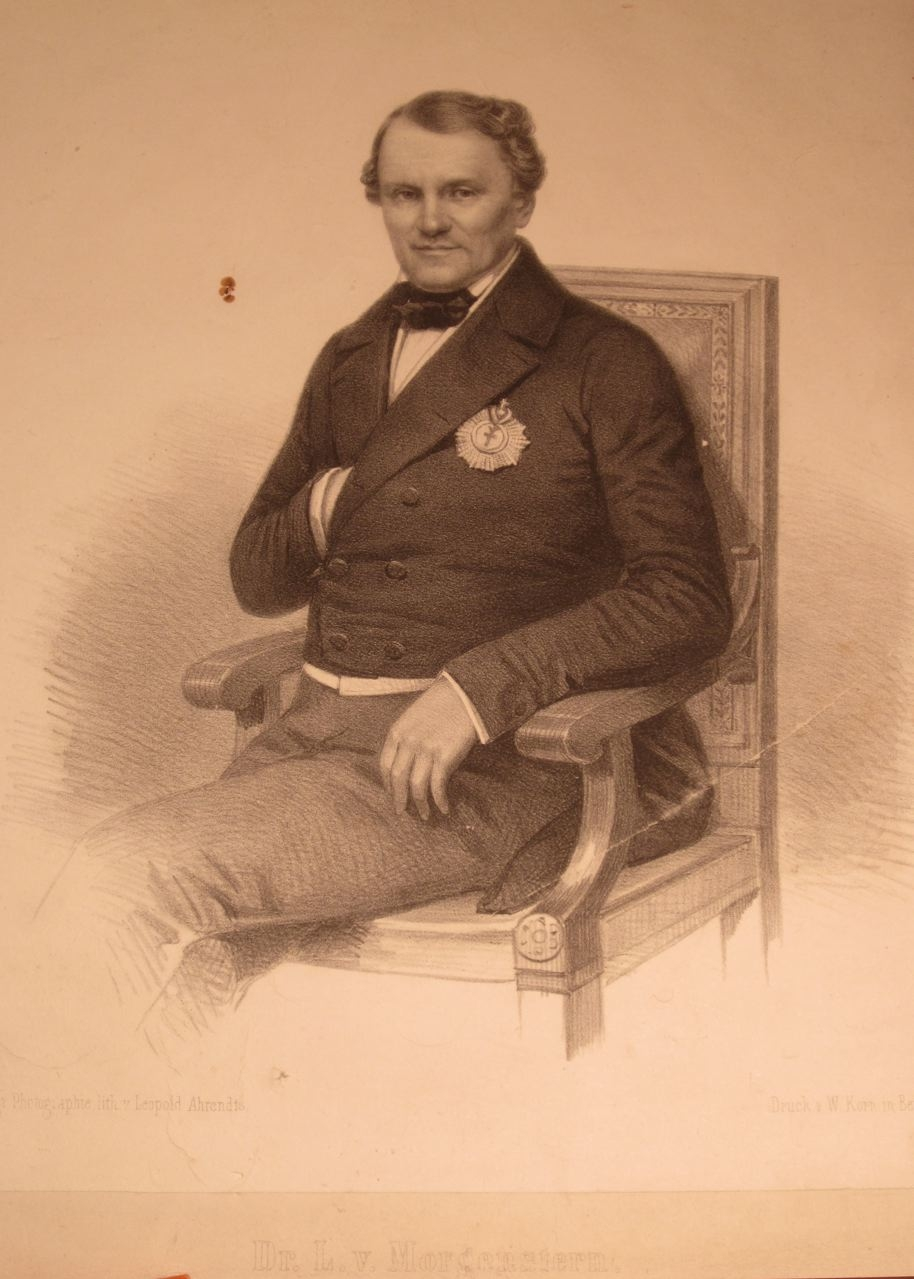
Lithografie von Leopold v. Morgenstern nach einem Foto von Leopold Ahrendts

Leopold von Morgenstern (* 29. Juli 1790 in Sandersleben; † 31. August 1864 in Dessau) war ein Doktor der Rechte, wirklicher Geheimer Rat, Regierungs- und Konsistorialpräsident in Dessau.

## Leben
Leopold von Morgenstern war der Sohn des Justizamtmanns in Sandersleben Johann Andreas Morgenstern (1752–1809) und der Johanna Maria Bach (* 1766). Er strebte anfangs eine akademische Laufbahn an und nahm 1810 in Dessau eine Anstellung als Regierungsadvokat an. Dann jedoch nahm er als Auditeur und Quartiermeister beim anhaltischen Kontingent am russischen Feldzug teil, wurde 1814 zum Hauptmann befördert und kämpfte in den Befreiungskriegen in den Niederlanden gegen Frankreich.
Nach dem Krieg wurde er zum Regierungsassessor und geheimen Kabinettssekretär ernannt, erwarb sich als solcher das Vertrauen des Herzogs Leopold Friedrich Franz. Er erhielt den Auftrag, in den Jahren 1816 und 1817 dem Erbprinzen in mündlichen Vorträgen eine Übersicht der Staats- und Rechtswissenschaften zu geben. Anfang 1816 wurde er zum Regierungsrat befördert und 1817 bei dem Regierungsantritt des Herzogs Leopold Friedrich mit Einführung der Städteordnung und mit Fragen der Gesetzgebung beschäftigt.
Nach dem Tode des Präsidenten Ludwig von Basedow wurde er 1835 zum wirklichen Geheimenrat und Regierungspräsidenten ernannt. In dieser Stellung, wo er die Justizangelegenheiten des Landes, die des Kultus und öffentlichen Unterrichts, die Gesamthaus-, Bundes- und auswärtigen Angelegenheiten zu leiten hatte, widmete er besondere Sorgfalt den Unterrichtsanstalten, wie denn die neue Einrichtung der Schulen in Dessau im Jahre 1837 und die neue Bürgerschule in Zerbst im Jahre 1839 sein Werk sind.
Sein Verdienst soll auch ein wesentlicher Beitrag zur Umsetzung der Eisenbahnverbindung Berlins mit Leipzig über Dessau gewesen sein. Der König von Preußen hat ihn mit dem roten Adlerorden zweiter Klasse ausgezeichnet, 1836 erhob ihn der Herzog in den Adelstand, die Stadt Dessau erteilte ihm 1837 das Ehrenbürgerrecht, er erhielt das Ritterkreuz des österreichischen Leopoldordens und 1838 das des anhaltischen Gesamthausordens Albrechts des Bären, und 1840 wurde er Spruchmann beim Schiedsgericht des deutschen Bundes.
Infolge der Revolution musste er im Jahre 1848 er seine Ämter niederlegen. Der verhasste Regierungspräsident wurde fallengelassen. Ihm folgte das Märzministerium Habicht-Köppe nach.
Als er starb, galt er als „geisteskrank“. Nach seinem Tod verwaltete sein Bruder Eduard die von Leopold ins Leben gerufene Stiftung, deren Verwaltung nach Eduards Tod 1867 dem Leipziger Rat übertragen wurde.
In der historischen Bewertung der 2. Hälfte des 20. Jahrhunderts wurde er als „Repräsentant eines unerträglichen Systems der Vettern- und Günstlingswirtschaft“ bezeichnet.

## Familie
Leopold von Morgenstern begründete durch seine Nobilitierung ein Adelsgeschlecht, da aber sein einziger Sohn ohne Erben zu hinterlassen drei Tage vor ihm verstarb, hatte diese Familie keinen Bestand. Morgenstern war zwei Mal verheiratet, zunächst mit Wilhelmine Morgenstern (1795–842) Tochter des Johann Christian Morgenstern kurfürstlicher Ökonomierat in Sittichenbach, (1756–1825), dann 1848 mit Hedwig Adelheid Fanny Richter (1825–1851) Tochter des Regierungs- und Stiftsrats in Dessau, Carl Richter. Die Familie wohnte von 1818 bis 1861 in der Zerbster Straße Nr. 65.
Kinder:
- Clara Wilhelmine (1820–1892),

⚭ (1840) Otto Heinrich von Jagow (1810–1893), königlich preußischer Landrat und Erbherr auf Wachsdorf, mit dem sie drei Söhne und zwei Töchter hatte.
- Berta Leopoldine (1825–1901),

⚭ (1849) Dr. Eduard Morgenstern (1800–1867), Hofrat und Universitätsrichter in Leipzig
- Christian Leopold (1827–1864), Referendar, starb unvermählt.
- Helene (1849–1934),

⚭ (1892) Albert von Römer (1841–1928), königlich sächsischer Oberst, die Ehe blieb kinderlos.

## Wappen

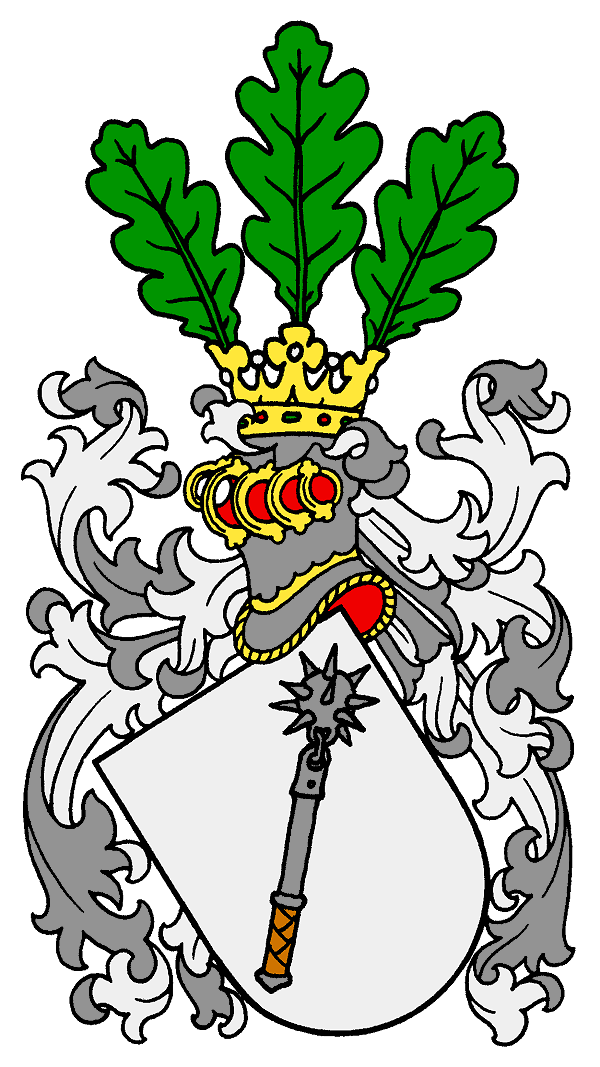
Wappen von Morgenstern

Das Wappen von 1836 zeigt in Silber schräglinks einen eisenfarbenen Morgenstern. Auf dem Helm mit stahlfarben-silbernen Decken drei grüne Eichenblätter.

## Werke
- Tödtung mit Einwilligung der Getödteten. Dessau 1829. In: Annalen der deutschen und ausländischen Criminal-Rechts-Pflege. Berlin 1829, S. 197–253. (books.google.de)
- Beurteilung des Entwurfes der Verfassungsurkunde für das Herzogthum Anhalt-Dessau, so wie des Wahlgesetzes und der Geschäftsordnung für die Ständeversammlung. Dessau 1848.